# Caloschemia monolifera
Caloschemia monolifera är en afrikansk fjärilsart som beskrevs av Mabille 1878. Caloschemia monolifera ingår i släktet Caloschemia och familjen Callidulidae. Inga underarter finns listade i Catalogue of Life.
Arten har hittats på Madagaskar.